# Szalmakisz

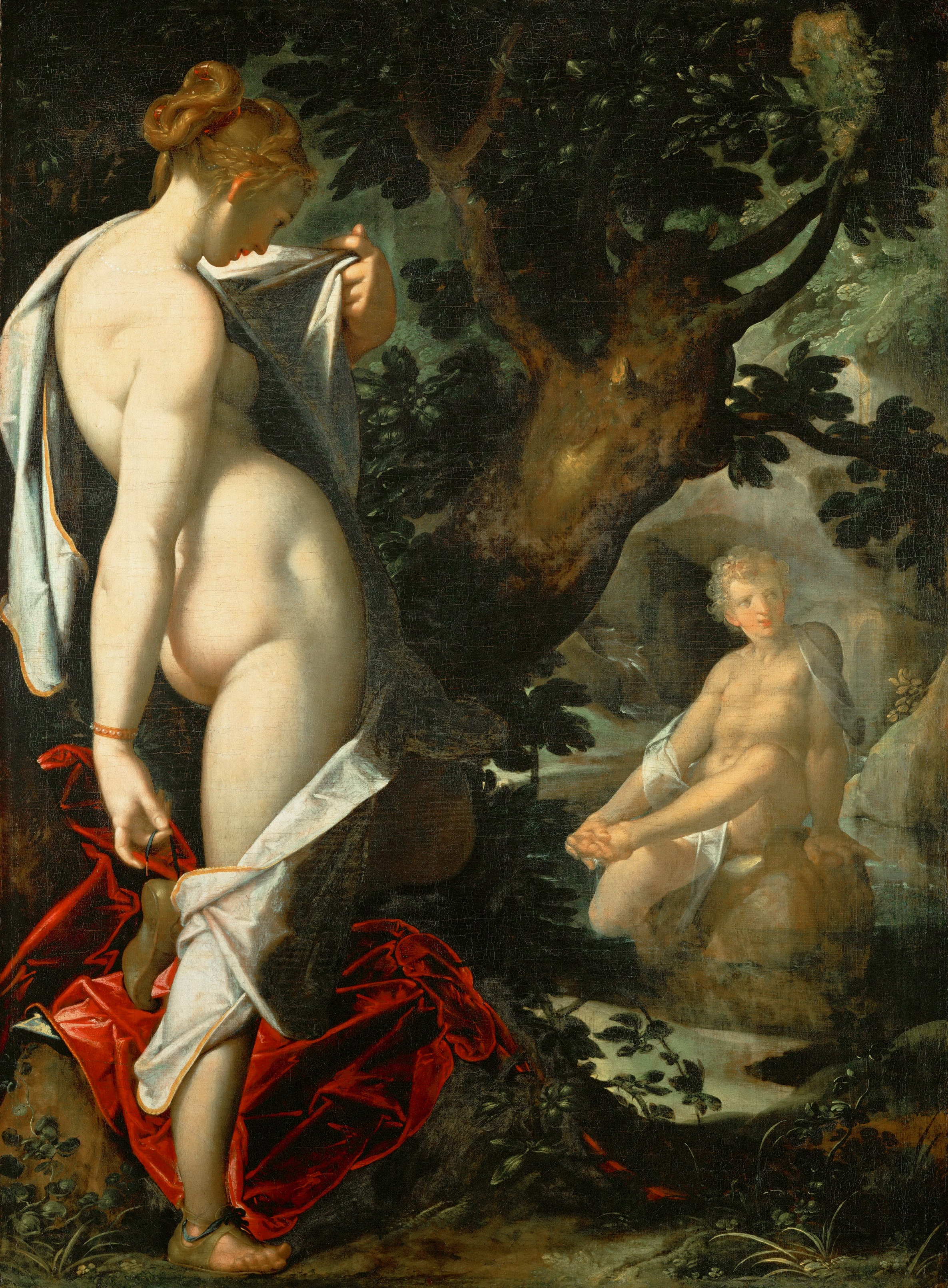
Bartholomäus Spranger: Szalmakisz és Hermaphroditosz

Szalmakisz forrásnimfa a görög mitológia egyetlen olyan naiasza volt, aki nem tartozott Artemisz kíséretéhez, sőt elutasította a vadászat szűzies istennőjének pártfogását. Nem kedvelte a vadászatokat, életét a hiúság  és semmittevés töltötte ki. A mitológia szerint teste összeolvadt Hermaphroditoszéval, így kétnemű lénnyé vált. Ezt illusztrálták a hellén kor szobrászai azokon az alkotásokon, ahol a figurát női mellekkel és kettős nemi szervvel ábrázolták.
Szalmakisz volt a neve annak a Halikarnasszoszi mauzóleum közelében fakadó forrásnak, amelyet a naiasz gondozott. A klasszikus idők mondavilága szerint  „aki csak iszik a vízből elgyöngül, lágyul” – Sztrabón ’’XIV. Töredék 2.16’’.
A forrás misztikus hatásáról szóló történeteket a rómaiak elutasították. Vitruvius, az építész, a következőképp ír róla: “teljes tévedés, hogy a forrás  megfertőzi azokat, akik isznak belőle… lehetetlen, hogy a víz elnőiesítse a férfiakat” – Vitruvius ’’De architectura’’ 2. 11-12.

## Szalmakisz – a különc naiasz

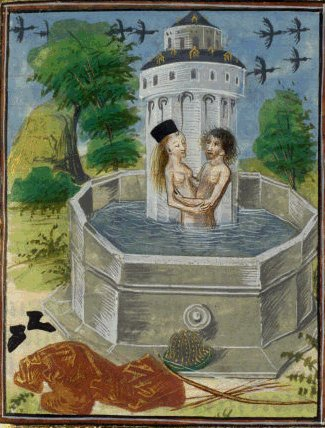
Szalmakisz és Hermaphroditosz; Ovídiusz, Metamorphosen 15. századi flamand illusztrátor munkája

Szalmakisz történetének legismertebb forrása Ovidius: „Átváltozások (Metamorphoses)” című művének egyik elbeszélése. Ebben  a költő elmeséli, hogy Szalmakisz önfejű volt és független, aki naphosszat gyönyörű haját fésülgette, és a víz tiszta tükrében csodálta magát,  amiért társai gyakran megdorgálták. A IV. rész   306-312. verssorai így szólnak:
„Ott egy nimfa lakott, ki vadűzést még sose kedvelt,
íjat nem hajlít, sose verseng könnyü futásban,
egyetlen nais, kit a fürge Diana nem ismer.
Sokszor e szép lányhoz – mondják – nővérei szóltak:
»Salmacisunk, fogj már dárdát, vagy tarka tegezt végy,
Sok henye órádat szilajul színezze vadászat.«
Nem ragadott dárdát soha ő, és tarka tegezt sem,
sok henye óráját szilajul sose váltja vadászat;
szép testét, megesik, forrás habjába füröszti,
bontja cytorusi fésűvel szét gyakran a fürtjét,
s kérdi a víz tükrét, hogy is illik néki leginkább;”
( fordította: Devecseri Gábor)

## A Hermaphroditosz-eset

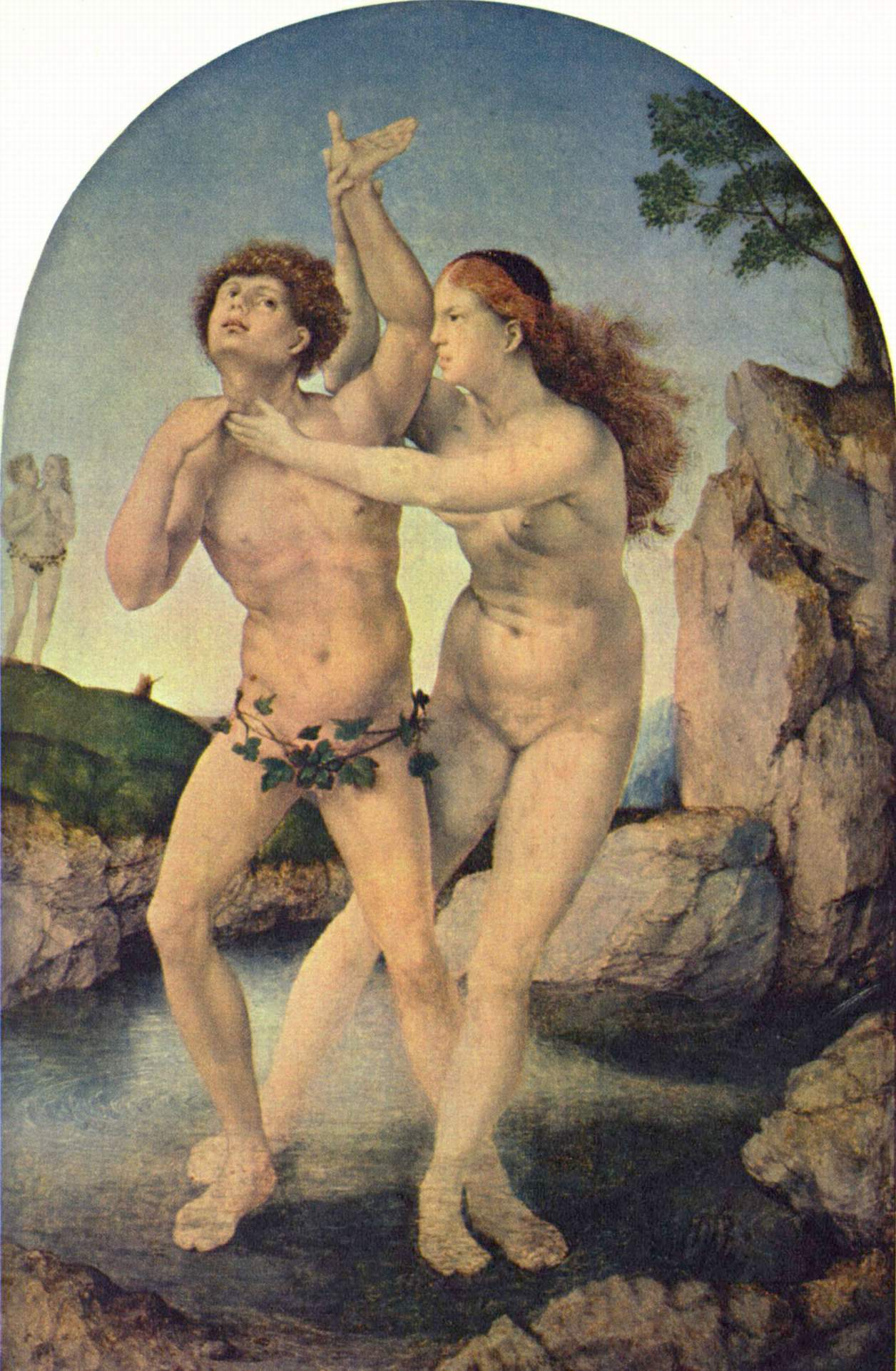
Jan Mabuse: Szalmakisz és Hermaphroditosz; 1516 körül

A 15 éves Hermaphroditosz otthonát, a krétai Ida hegységet elhagyva Halikarnasszosz közelében, Káriában találkozott Szalmakisszal. A nimfa őrült szerelemre lobbant Hermész és Aphrodité gyönyörű fia iránt, akit Ámornak hitt. Megpróbálta elcsábítani, de Hermaphroditosz szemérmesen visszautasította. A fiút – vesztére- vonzotta a forrásvíz bársonyos csillogása, ledobta ruháit és megmártózott a patakban. Ekkor Szalmakisz rávetette magát, átölelte és csaknem megerőszakolta.
Ovidius így ír róla:
„»Győztem, már az enyém!« a leány felzeng, veti messze
leplét, és csupaszon maga is, beleugrik a tóba,
fogja a vergődőt, kicsikarja belőle a csókot.
Karral alá siklik, küzdő kebelét tapogatja,
omlik az ifjura itt meg amott, testére fonódik;
Végül a minden erővel odébb s tovasiklani vágyót
úgy átfonja, ahogy kígyó sast, hogyha magasba
száll vele az; tekerül tüstént lábára, fejére,
s két kiterült szárnyát farkával körbekeríti;
mint ahogyan repkény kúszik fel a hosszu fatörzsre,
s mint amiképp a polip megfogja a mélyben a zsákmányt,
mindenüvé kivetett csápokkal húzva magához.
Ellene áll Atlantiades, s mit a nimfa remél már,
mégsem nyújtja a kéjt. Testét testére tapasztja
teljesen ekkor a lány, s »Te gonosz, csak küzdj, menekedni
mégsem fogsz;« így szól, »ti nagy égilakók, ti tegyétek:
minket semmi idő egymástól el ne szakasszon!«
Meghallgatja az ég; az a két test elkeverülve
eggyé lett rögtön, s egy arc tündöklik a törzsön,
mint ahogyan két ág, mikor egy kéregbe van oltva,
együtt kezd növekedni, tovább is erősödik együtt;
így az erős, szívós ölelés eggyé teszi őket,
nincs már két testük, de azért kettős az alakjuk,
nem fiu az, sem nő: mindkettő s mégsem e kettő.”
(fordította: Devecseri Gábor)
Szalmakisz az istenek segítségét kérte, hogy teste a fiúéval örökre egybefonódjon, és azok meghallgatták különös kérését. A kettejük testéből alakult  kétnemű, férfi és női nemi szervekkel bíró lény neve szintén Hermaphroditosz. A fiú bánatában szüleihez, Hermészhez és Aphroditéhoz fordult segítségért, és azt kérte tőlük, hogy minden férfi, aki csak megfürdik e forrás vizében veszítse el férfiasságát, mint ő. A szülők teljesítették fiuk kérését, ettől vált Szalmakisz forrása varázserejűvé.

## Szalmakisz a művészetben
Az antik művészetben, valamint a reneszánsz és a korai újkor idején Szalmakisz mondája az alkotók kedvelt motívuma volt. Alakja megformálásában két stílus alakult ki: Szalmakiszt vagy szép, szerelmes nimfaként ábrázolták, vagy otromba, sóvár és csúnya teremtményt, amint ráveti magát az ifjúra.
Ez a történet ihlette a Genesis "Szalmakisz forrása – (The Fountain of Salmacis)" című dalát amely az  1971-es Nursery Cryme című albumon szerepelt.

## Külső hivatkozások
- Ovidius: Átváltozások
- Szalmakisz